# WebAssembly
WebAssembly, abreviado wasm, es un formato de código binario portable (bytecode) y un formato de texto correspondiente, así como interfaces de software para facilitar la comunicación entre dichos programas y su entorno anfitrión. 
Se trata de un lenguaje de bajo nivel, diseñado inicialmente como formato destino en la compilación desde C y C++. Aunque también soporta código fuente de otros lenguajes, como Rust y Go.

## Diseño
WebAssembly se concibe como una máquina de pila portable, diseñado así para procesarse sintácticamente más rápido que Javascript, y mejorar su velocidad de ejecución. 

## Historia
WebAssembly fue anunciado el 17 de junio de 2015. El 15 de marzo de 2016 se hizo una demo ejecutando Unity's Angry Bots en Firefox, Chromium, Google Chrome, y Microsoft Edge.
En el 2019 se crea la empresa Bytecode Alliance  la cual tiene por objetivo  fomentar el uso del lenguaje y fomentar bases sólidas para no solo maquetar aplicaciones móviles, sino llevar su uso  diferentes estándares de desarrollo; celulares  y computadoras de escritorio, así como a navegadores (Edge y Safari)

## Desarrollo
La implementación inicial de soporte para WebAssembly en navegadores se basará en los formatos asm.js, soportado por Mozilla, y PNaCl (Portable Native Client), propuesto por Google. Tras sacar una versión MVP se plantea incorporar recolección de basura, lo que permitirá a lenguajes con este sistema, tales como Java o C# compilarse generando código wasm.
El equipo implicado en el desarrollo de WebAssembly incluye personas vinculadas a Mozilla, Microsoft, Google o Apple.